# トロント補習授業校
トロント補習授業校（トロントほしゅうじゅぎょうこう、英文名称:THE JAPANESE SCHOOL OF TORONTO SHOKOKAI INC.）はカナダオンタリオ州トロントにある補習授業校である。幼稚部、小学部はマクマリック校舎を、中学部、高等部はウイノナ校舎を借用して、毎週土曜日に「海外に長期在留した後、本邦に帰国する海外勤務者等の子女に対し、帰国してから適応できる学力の維持、増進を図るために、日本語による教育をすること」（校則第2条）を目的に授業を行っている。

## 略歴
- 1973年9月：オーデ校にて日本語学校の中で授業開始
- 1974年4月：ジャックマン校を借用して日本語学校の分校として補習授業校開校
- 1976年5月：補習授業校独立のためウィルキンソン校に移転
- 1977年4月：幼稚部設立
- 1977年12月：校歌「トロント補習授業校の歌」完成
- 1978年4月：高等部設立
- 1982年9月：マクマリック・ウィノナ校に移転
- 1987年9月：グレースデール校を開校
- 1994年9月：グレースデール校を閉校

## 学校行事
- 4月 入学式
- 5月 小学部 遠足
- 6月 運動会
- 7月
- 9月 夏休み作品展
- 10月
- 11月
- 12月
- 1月 高等部 教育講演会
- 2月
- 3月 中学部 高等部 文化祭、卒業式、修了式

## 生徒数
- 幼稚部：88人
- 小学部：346人
- 中学部：95人
- 高等部：42人

（2014年4月現在）

## 教育目標
自ら考え行動する、心豊かで調和のとれた国際性豊かな児童生徒の育成を図る。